# 政治組織
政治組織（せいじそしき）とは、政党、非政府組織、特別利益擁護団体など、政治的なプロセスに関与する組織を指す。政治団体に同じ。
政治的目標を達成することを目的とした政治活動に従事している組織で、もっともよく知られた形態をとる団体は「政党」である。日本において、政治資金規正法上の政治団体は、同法第1条、第3条によって「政党」と「その他の政治団体」として定義されている。
バスク祖国と自由は、軍事組織であり、非合法である。しかし、バスク祖国と自由は、議会における発言の機会を求めており、本体とは別に、バスク市民を組織している。
治安維持法下の日本では、日本共産党は非合法であり、議会進出は不可能であったが、合法政党の労働農民党に影響力を持った。
武装闘争を指向する日本の新左翼は、日本社会党に加入戦術を取り、市民社会での発言の機会を求めることがあった。